# Delitzsch
Delitzsch település Németországban, azon belül Szászország tartományban. Lakosainak száma 25 341 fő (2023. december 31.). Delitzsch Brehna, Löbnitz és Schönwölkau községekkel határos.

## Népesség
A település népességének változása:
| Lakosok száma | 24 850 | 24 794 | 24 868 | 24 862 | 25 244 | 25 341 |
|               | 2015   | 2017   | 2019   | 2021   | 2022   | 2023   |